# E! (Europa)
E! es un canal de televisión de pago europeo de origen estadounidense, operado por E! Entertainment Europe BV y propiedad de NBCUniversal & Sky Group. Presenta programación relacionada con el entretenimiento, programas de telerrealidad y chismes y noticias de Hollywood. E! actualmente tiene un alcance de audiencia de 600 millones de hogares a nivel internacional.

## Historia
En 2002, E! fue lanzado en Europa con su sede ubicada en Ámsterdam en los Países Bajos . Uno de los primeros países E! La transmisión fue en Alemania, donde se transmitió diariamente. En el verano de 2006, E! comenzó a localizar en Francia, Italia y el Reino Unido.
A finales de 2011 E! lanzado en HD en Europa del Este. Seguido por Reino Unido e Irlanda el 8 de octubre de 2012, Alemania el 30 de abril de 2013 y otros países europeos.